# Fassadenbegrünung

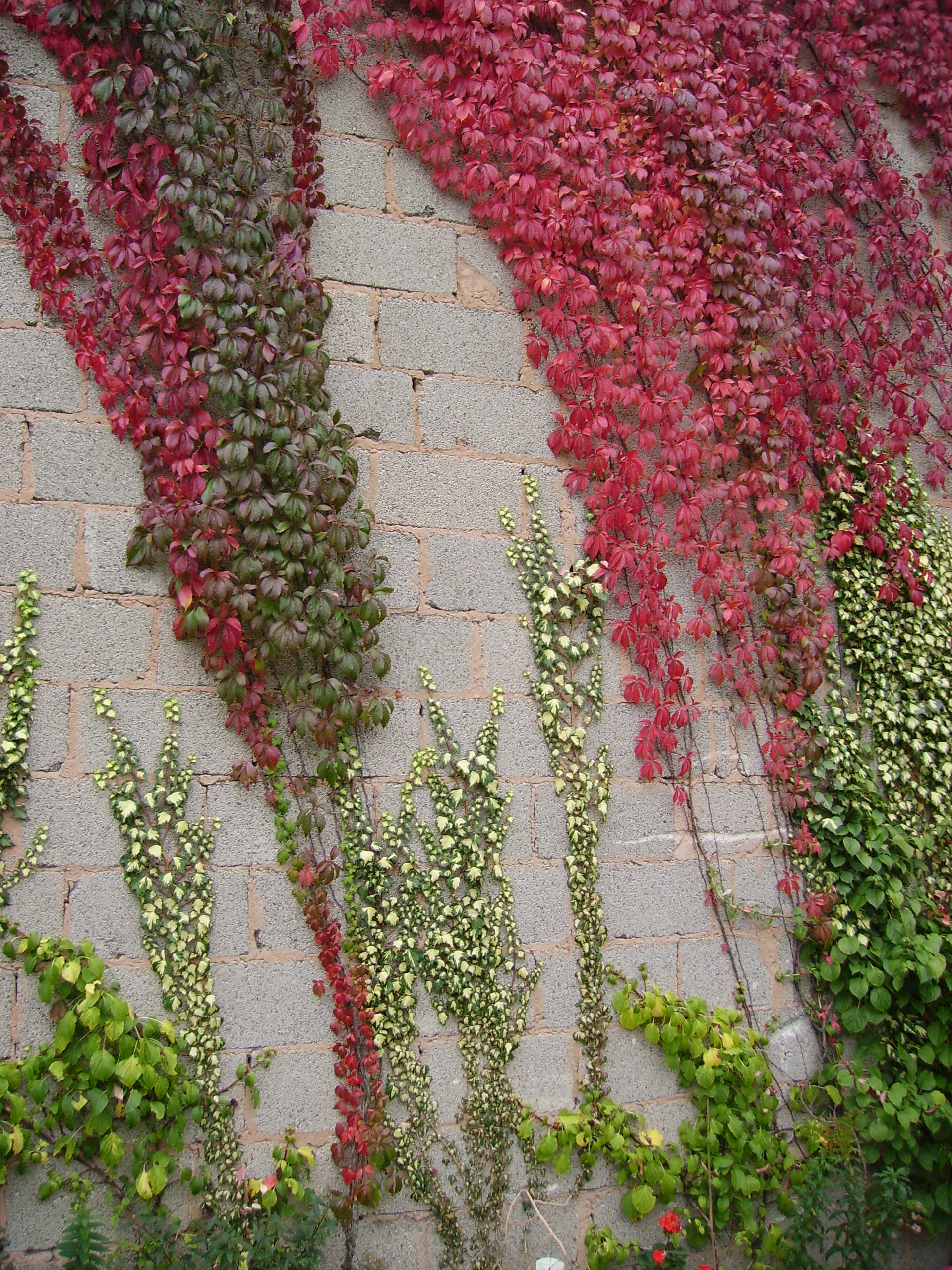
Herbstliche Fassadenbegrünung mit Wildem Wein (oben) und panaschiertem Efeu (unten)

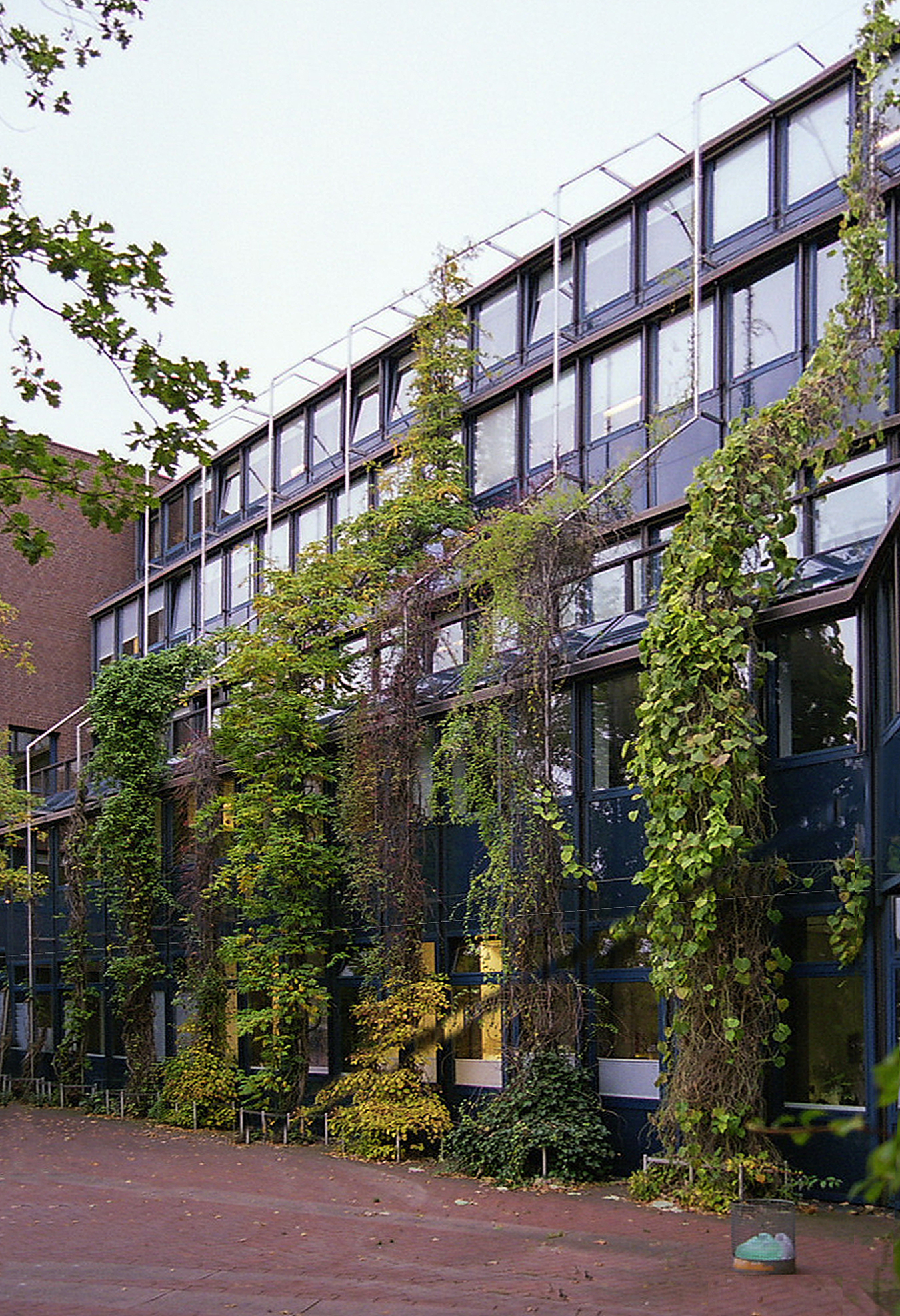
Fassadenbegrünung mit diversen Gerüstkletterpflanzen an Kletterhilfen

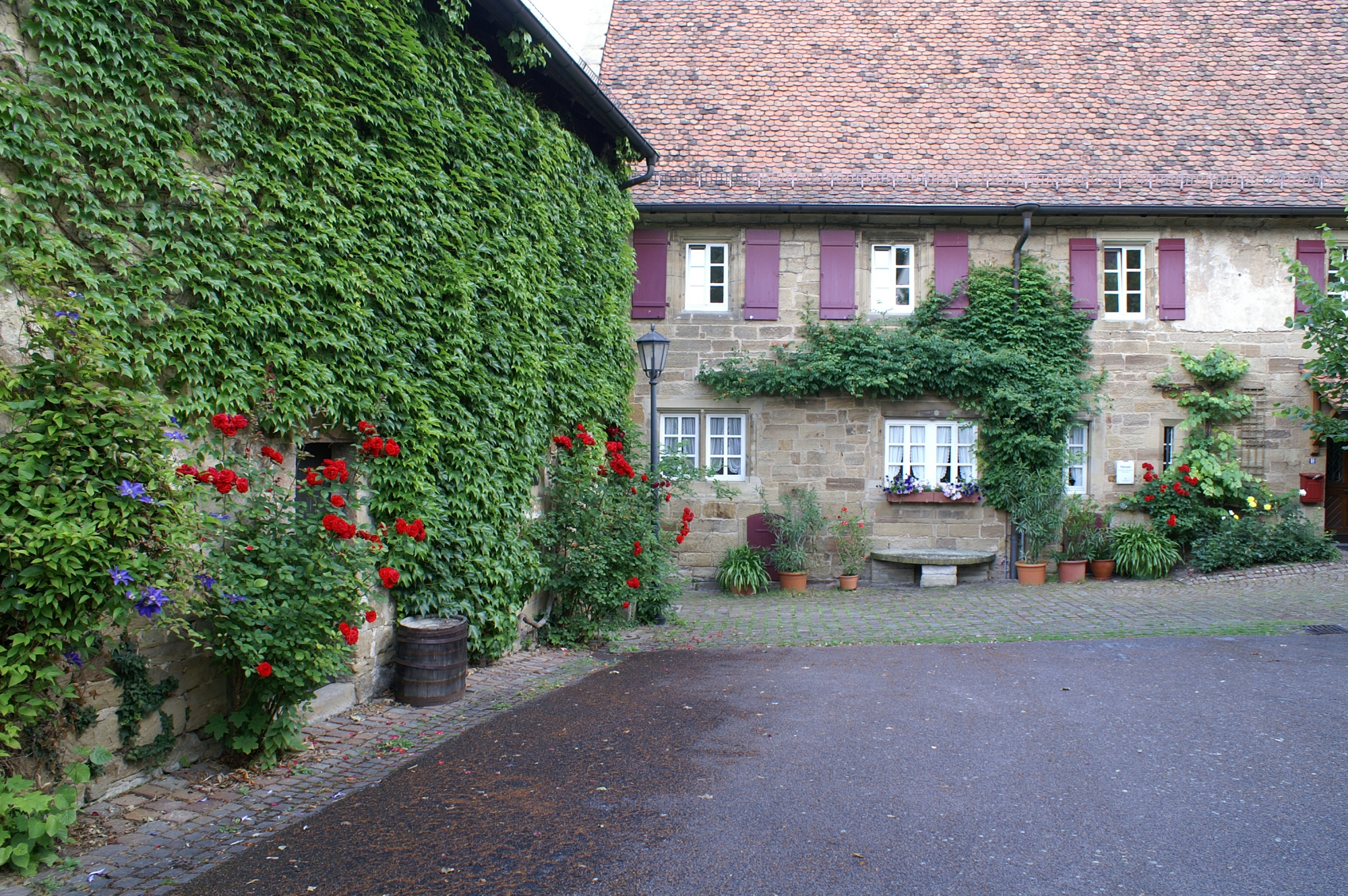
Fassadenbegrünung im Amthof in Oberderdingen mit Waldrebe, Wildem Wein, Trompetenblume und Weinstock

Fassadenbegrünung ist eine Form der Bauwerksbegrünung und bedeutet planmäßigen und mindestens kontrollierten Bewuchs geeigneter oder speziell vorgerichteter Fassaden mit Pflanzen.
Aufgrund der positiven Wirkung auf das Stadtklima und den Erlebniswert des Stadtraums wird die Fassadenbegrünung von vielen Kommunen gefördert.

## Nutzen
Die Fassadenbegrünung dient dem Schutz und der individuellen äußeren Gestaltung eines Bauwerkes ebenso wie der Verbesserung gebauter Umwelt unter ökologischen Aspekten. Insbesondere bauphysikalische, lufthygienische und stadtökologische Wirkungen werden seit etwa dem letzten Drittel des 20. Jahrhunderts wissenschaftlich untersucht. Die bisherigen Ergebnisse – gewonnen an vereinzelt vorhandenen Begrünungen – belegen seit langem angenommene Positivwirkungen.
Die Identifikation von Hausbewohnern mit Fassadenbegrünungen ist laut Untersuchungen durch das Geographische Institut der Universität Köln hoch. Daraus resultiert eine entsprechende Bedeutung im Rahmen von Wohnumfeldverbesserungen und Stadtentwicklung. Diese ergibt sich aber auch aus der Tatsache, dass Großstadtbewohner mehrheitlich fehlendes Grün in ihrer Stadt bedauern.

## Stadtklimatische Wirkung und Forschungsbedarf
2012 wurde am Karlsruher Institut für Technologie (KIT) per Simulation ermittelt, dass speziell Fassadenbegrünungen beachtliche Verbesserungen von Stadtluft und Stadtklima (bis 30 %) bewirken können. Bewohner und Anlieger berichten von positiven Wirkungen begrünter Häuser, die über die messbaren Faktoren hinausgehen, da die zusätzliche Grünfläche in bebauten Gebieten als angenehm empfunden wird. Eine zusammenfassende Wertung der Positivwirkungen ergibt zahlreiche Gründe für diese Begrünungsweise. Es gibt kein technisches System, das vergleichbar vielfältige und zweckmäßige Positivwirkungen entwickeln kann. Zu den erwarteten Wirkungen gehören Verschattung und damit einhergehende Kühlung, Filterung und Bindung von Staub und Luftschadstoffen, Beitrag zur Biodiversität, Zurückhalten von Wasser vor schnellem Versickern, Abmilderung extremer Temperaturen sowie Schall-, Strahlungs- und Witterungsschutz.
Eine in Ljubljana durchgeführte Studie, welche die Veränderungen der Außenwandtemperatur durch die Begrünung untersuchte, ergab eine Temperatursenkung von 8,5 °C an einem westlich ausgerichteten Gebäude. In Berlin wurde an einer Gebäudewand mit südlicher Ausrichtung eine Senkung von 17 °C gemessen.
In einer in Stuttgart durchgeführten Untersuchung wurde festgestellt, dass die Kühlwirkung am Boden am stärksten ist und mit zunehmender Höhe abnimmt. Eine in Nanjing durchgeführt Studie bestätigte diesen Effekt ebenfalls. Dabei fand man zusätzlich heraus, dass die beste Kühlwirkung bei niedrigen Hochhäusern (12 m) mit hoher Bebauungsdichte (34,6 %) erreicht wurden. Die erreichte Kühlwirkung betrug hier 0,15 °C bis über 0,87 °C.
Auch eine im tropischen Sri Lanka durchgeführte Studie kam, mit einer gemessenen Temperatursenkung der Außenluft von 1,88 °C bis 2,03 °C, zu dem Schluss, dass Fassadenbegrünungen hitzebedingte Katastrophenereignisse verringert und der thermische Komfort erhöht werden kann.
Sowohl in den Mittelbreiten, den Subtropen als auch in den Tropen, konnte der positive Effekt von Fassadenbegrünungen auf die Minderung der städtischen Wärmeinsel bestätigt werden.
In Hinblick auf zukünftige Studien, sind mögliche Einflussfaktoren der Temperatursenkung stärker miteinzubeziehen. So sollte verstärkt untersucht werden inwiefern sich die Blattdichte auf das Minderungspotenzial von Fassadenbegrünungen auswirkt. Um die Übertragbarkeit der Studienergebnisse innerhalb einer Klimazone zu verbessern, empfiehlt es sich, auf eine einheitliche Berücksichtigung der Einflussfaktoren zu achten.

## Arten der Begrünung
Bisher wurde Fassadenbegrünung in der Regel mit Kletterpflanzen realisiert – gegebenenfalls auch mit Spaliergehölzen. Inzwischen etablieren sich zunehmend Methoden, die auf direktem Fassadenbewuchs basieren. Hierzu werden die Fassaden als Vegetationsflächen ausgeführt. Man unterscheidet daher in Fachkreisen aktuell zwischen wandgebundener und bodengebundener Fassadenbegrünung – je nachdem, wo der Fassadenbewuchs entsprießt bzw. wurzelt.
Zwischen der bodengebundenen (klassischen) und der wandgebundenen Fassadenbegrünung gibt es diverse Mischformen, z. B. Fassadenbewuchs aus etagenweise angeordneten Pflanzgefäßen.

### Bodengebundene (klassische) Begrünung
Die klassische Fassadenbegrünung mit Kletterpflanzen kann durch Direktbewuchs mit selbstklimmenden Kletterpflanzen oder mit sogenannten Gerüstkletterpflanzen erfolgen. In Deutschland erhebt die „Richtlinie zur Planung, Ausführung und Pflege von Fassadenbegrünungen mit Kletterpflanzen“ (FLL e. V., Bonn, 2000) den Anspruch, den aktuellen Stand der Technik solcher Maßnahmen darzustellen. Eine neu bearbeitete Fassung wird derzeit erstellt.
Die Kletterpflanzen – sowohl Selbstklimmer als auch Gerüstkletterpflanzen – haben sich auf schnelles Höhenwachstum spezialisiert. Sie wachsen auf einer Unterlage (z. B. Felsen, Baumstämme) oder um bzw. in einem Träger (meist Gehölz, aber auch Totholz). Dazu bilden sie nur minimale Stämme, die ausschließlich Versorgungsaufgaben erfüllen, und erlangen damit Vorteile in der Konkurrenz um Licht bzw. Sonnenstrahlung. Kletterpflanzen besitzen nicht die Fähigkeit, sich selbst zu tragen. Dieser Aspekt ist für die Fassadenbegrünung mit Kletterpflanzen zunehmend wichtig, da moderne Fassaden häufig sehr begrenzt tragfähige Oberflächen aufweisen.

#### Selbstklimmende Pflanzen
Die für einen Direktbewuchs von Bauwerken geeigneten Selbstklimmer entwickeln Haftorgane. In der Regel sind dies Haftwurzeln (z. B. Efeu, Kletterhortensie, Trompetenwinden). Haftscheiben sind sehr speziell angepasste Ranken von Parthenocissus-Arten/Sorten, also des Wilden Weines. Nur dessen haftscheibenbildende Sorten sind selbstklimmend.
Zur Verträglichkeit von selbstklimmendem Bewuchs auf Fassaden gibt es viele Meinungen und Vorurteile. Diese gehen teilweise auf historische Beobachtungen an efeubewachsenen Bauwerken zurück. Dazu gab und gibt es langfristig positive und negative Erfahrungen. Aus letzteren resultiert der meist gänzlich undifferenzierte „Generalvorbehalt“ gegen jede Fassadenbegrünung, den man mitunter noch bei (vorwiegend älteren) Hausbesitzern antrifft.
Die Analyse historischer Schadensberichte ist aufgrund des technischen Fortschrittes nur bedingt hilfreich. Die Mehrheit moderner Fassaden weist andere technische Voraussetzungen (Bekleidung, Beschichtung usw.) auf als historische Mauern und Putze. Eine grobe, aktuell nützliche Faustformel zur Eignung von Selbstklimmern für Fassadenbegrünungen könnte lauten: „Nur harte, schwer ablösbare, vertikal zusätzlich belastbare sowie fugen- und rissfreie Fassadenoberflächen sollten mit Selbstklimmern begrünt werden“. Dabei stellt haftscheibenbildender Wilder Wein geringere Anforderungen als haftwurzelbildende Arten.

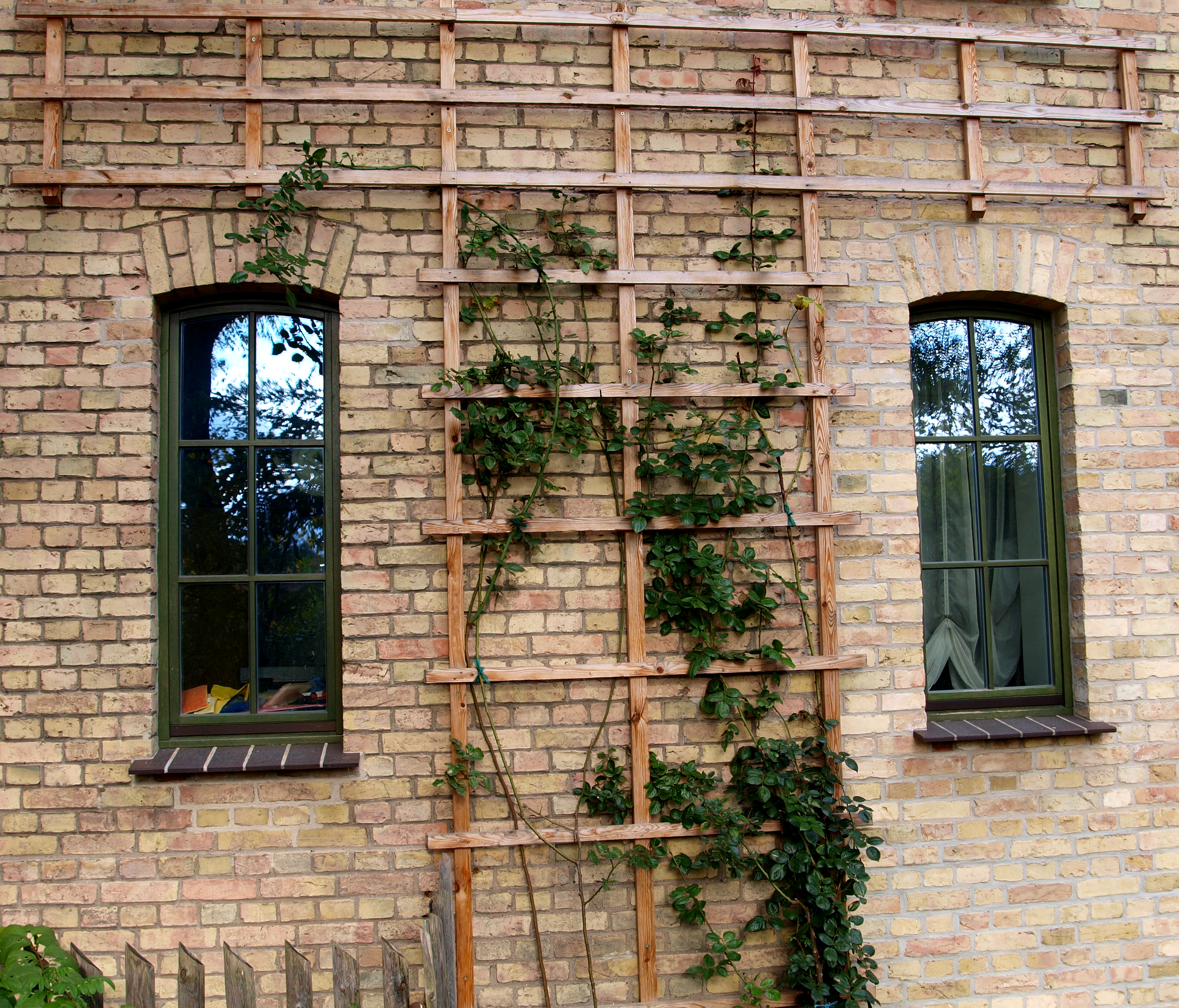
Kletterhilfe

#### Gerüstkletterpflanzen
Die Gerüstkletterpflanzen unterscheidet man nach der Strategie ihres Kletterns in Schlingpflanzen (umwinden), Rankpflanzen (bilden „Greiforgane“ = Ranken) und Spreizklimmer (spreizen und haken sich ein). Aus diesen Klettertechniken resultieren jeweilige prinzipielle Ansprüche an Gerüste, die solche Kletterpflanzen zur Fassadenbegrünung benötigen. Man nennt diese Konstruktionen in Fachkreisen umfassend Kletterhilfen. Die umgangssprachlichen Begriff „Rankhilfen“, „Rankgitter“ usw. gelten streng genommen nur für Kletterhilfen, die den Anforderungen rankender Pflanzen genügen.

### Wandgebundene Systeme
Neben den vorgenannten Systemen etablieren sich zwischenzeitlich auch nicht bodengebundene Systeme am Markt. Diese Kassettensysteme sind nicht mit dem Boden direkt verbunden und bedürfen einer gesonderten Bewässerung. Begründet hat diesen Boom der französische Botaniker Patrick Blanc, der in jahrelangen Versuchen das erste System in dieser Richtung entwickelt hat.
Der Systemaufbau beeinflusst die bauphysikalischen Wirkungen. Meist entspricht er einer vorgehängten hinterlüfteten Fassade (VHF).
Die Ansätze für die Unterkonstruktionen sind vielfältig. Von vlieskaschierten Taschen über Konstruktionen aus Kunststoff, gefüllt mit Steinwolle als Wasserspeicher, bis hin zu Aluminiumkassetten, die mit Substrat gefüllt sind, gibt es eine Vielzahl an verschiedenen, funktionierenden Systemen. Allen nicht bodengebundenen Systemen ist gemein, dass sie hinsichtlich der Gestehungskosten bei Material und Montage recht aufwändig sind. Bewässerung und Nährstoffversorgung sowie Pflege sind in der Regel kostenintensiv. Leichte Substrate bestehen beispielsweise aus Ziegelsplitt, Lava, Bims, Blähton, Blähschiefer oder gebrochenem Basalt als grober Körnung und Sande, Kompost oder Perlit als Feinmaterial.
Seit 2012 haben sich auch taschen- und erdlose, wandgebundene Systeme etabliert. Erde oder Substrate werden dabei durch Geotextil, Vlies, Steinwolle oder mehrere Lagen rezykliertem Filz ersetzt, welcher durch seine Dicke und Dichte den Pflanzenwurzeln Halt und gleichzeitig einen guten Wasserspeicher bietet. Dank der geringen Bautiefe von 25 mm (unbepflanzt) und verstärkt durch ein Edelstahlrückgrat lassen sich diese Art von Pflanzpanelen einfach transportieren und montieren. Die Bewässerung erfolgt dank der taschenlosen Bauweise kontrolliert flächendeckend. Nährstoffe werden dabei direkt in das Bewässerungswasser beigemischt.
Zur Bepflanzung von vertikalen Fassandeflächen kommen beispielsweise infrage: Clematis armandii (Familie der Hahnenfußgewächse), Carex pendula (Familie der Sauergrasgewächse), Carex morowii (Familie der Gräser), Heuchera „Palace Purple“ (Staude), Contoneaster dammerii (Strauch; Gruppe der Kernobstgewächse), Bergenia cordifunei „Coloratus“ (Familie der Steinbrechgewächse), Berberis thunbergii „Red Chief“ (Familie der Berberitzengewächse), Berberis verruculosa (Familie der Berberitzengewächse), Euonymus fortunei „Radicans“ (Kletterpflanze), Prunus laurocerasus „Mount Vernon“ (Familie der Rosengewächse), Viburnum davidii (Strauch), Vinca major (Immergrün; Familie der Hundsgewächse), Ibiris sempervirens (Immergrüne Schliefenblume), Sesleria caerulea/Sesleria heuffleriana (Blaugräser), Nepeta faassenii (Katzenminze), Dianthus plumarius (Federnelke), Achillea millefolium (Gemeine Schafgarbe) und Thymus vulgaris (Echter Thymian). Zur Bepflanzung von in die Fassade integrierten Pflanzkübeln eignen sich weiterhin: Pinus mugo „Colonoris“ oder „mops“
(Zwerg-Kegel-Kiefer), Cornus alba „Sibirca“ (Tartarischer Hartriegel), Hedera helix (Gemeiner Efeu), Parthenocissus quiquefolia „Engelmannii“ (Selbstkletternde Jungfernrebe), Euonymus fortunei „Radicans“ (Kletter-Spindelstrauch).
Pflanzenwände und vertikale Gärten lassen sich vielseitig einsetzen. Vorgehängte Wandgärten an Fassaden halten Wärmestrahlung vom Gebäude ab. Die Verdunstungskälte des Gießwassers bietet zusätzlich einen spürbaren Kühleffekt. Pflanzenwände haben einen guten bis hervorragenden Schallabsorptionsgrad.
Wandgebundene Systeme eignen sich abhängig von ihrer Ausführung und Bauart für Innenwandbegrünungen und Außenfassaden.

## Pflege
Jede Pflanzenwand und Fassadenbegrünung benötigt langfristig ein gewisses Maß an Pflege. Die Anwuchspflege der Pflanzen geht in die Erhaltungspflege über, wie z. B. beispielsweise das Freischneiden von Fassadenöffnungen, trimmen und Rückschnitte. Der jeweilige Aufwand wird maßgeblich durch die Höhe der Fassadenbegrünung bestimmt. Er kann durch geeignete Pflanzenauswahl und angepasste Begrünungstechnik reduziert werden.
Wenn unterliegende ältere Ranken absterben, können sich selbstklimmende Rankpflanzen von der Fassade ablösen. Beispielsweise bilden Jungfernreben bei guten Wachstumsbedingungen im Laufe der Jahre Schichten von beträchtlicher Dicke, deren vitale außenliegende Triebe dann selber nicht mehr an der Fassade verankert sind und bei einem Sturm von der Fassade abgehoben werden können. Zur Abhilfe können nachträglich stützende Bauelemente angebracht werden.
Efeu löst sich in der Regel nicht von der Fassade ab, da dessen Triebe sowohl an der Fassade, als auch untereinander gut verankert sind und auch bei schlechter Belichtung selten absterben. Auch manche schlingenden Kletterpflanzen, wie Knöterich und Blauregen bilden lichtfliehende Triebe aus, durch die auch nach Jahrzehnten ein guter Zusammenhalt des Bewuchses gegeben ist.

## Auswahl der Pflanzen
Primär müssen die Ansprüche der Pflanzen an Licht, Boden, Wasserbedarf, Winterhärte und Mikroklima berücksichtigt werden.
Zusätzlich sind Klettertechnik der Pflanzen und artspezifische Eigenschaften wie Gewicht, Triebdurchmesser, Wuchshöhe und -orientierung von Belang.
Immergrüner Fassadenbewuchs ist insbesondere auf niederschlagsexponierten sowie auf ohnehin dauernd beschatteten Wänden vorteilhaft, da er die Energiebilanz sonnenexponierter Fassaden im Winterhalbjahr verschlechtern kann.

### Wintergrüne Kletterpflanzen
Neben Kletter-Spindelstrauch sowie dem bekannten Efeu gibt es wenige immergrüne Kletterpflanzen im mitteleuropäischen Klima.
Je Standort behalten einige Arten der 5 bis 10 Meter hoch wachsenden, schlingenden Akebia in Mitteleuropa ihre Blätter durch den Winter bis fast ins Frühjahr hinein.

## Bilder

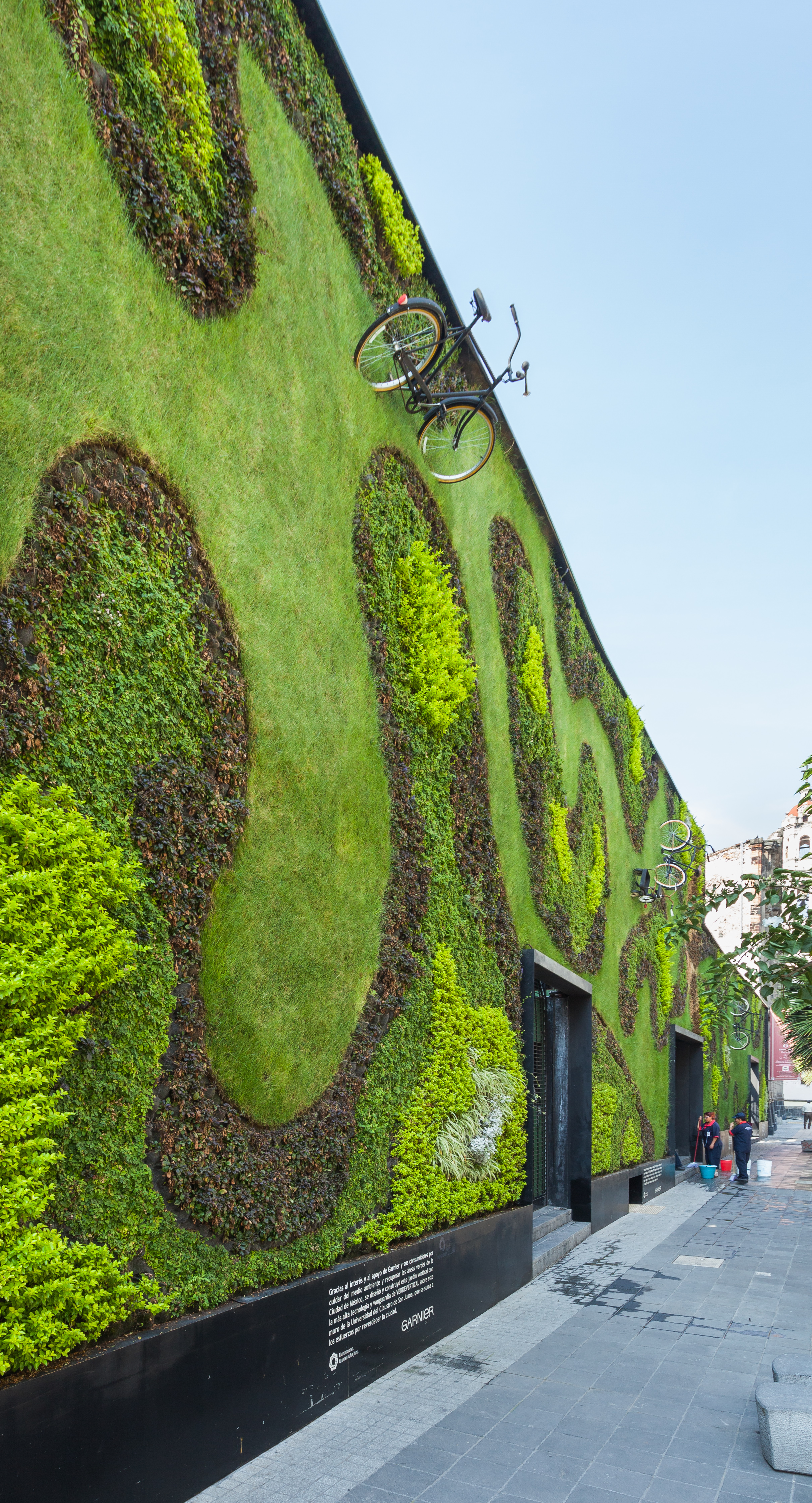
Mauer in Mexiko-Stadt
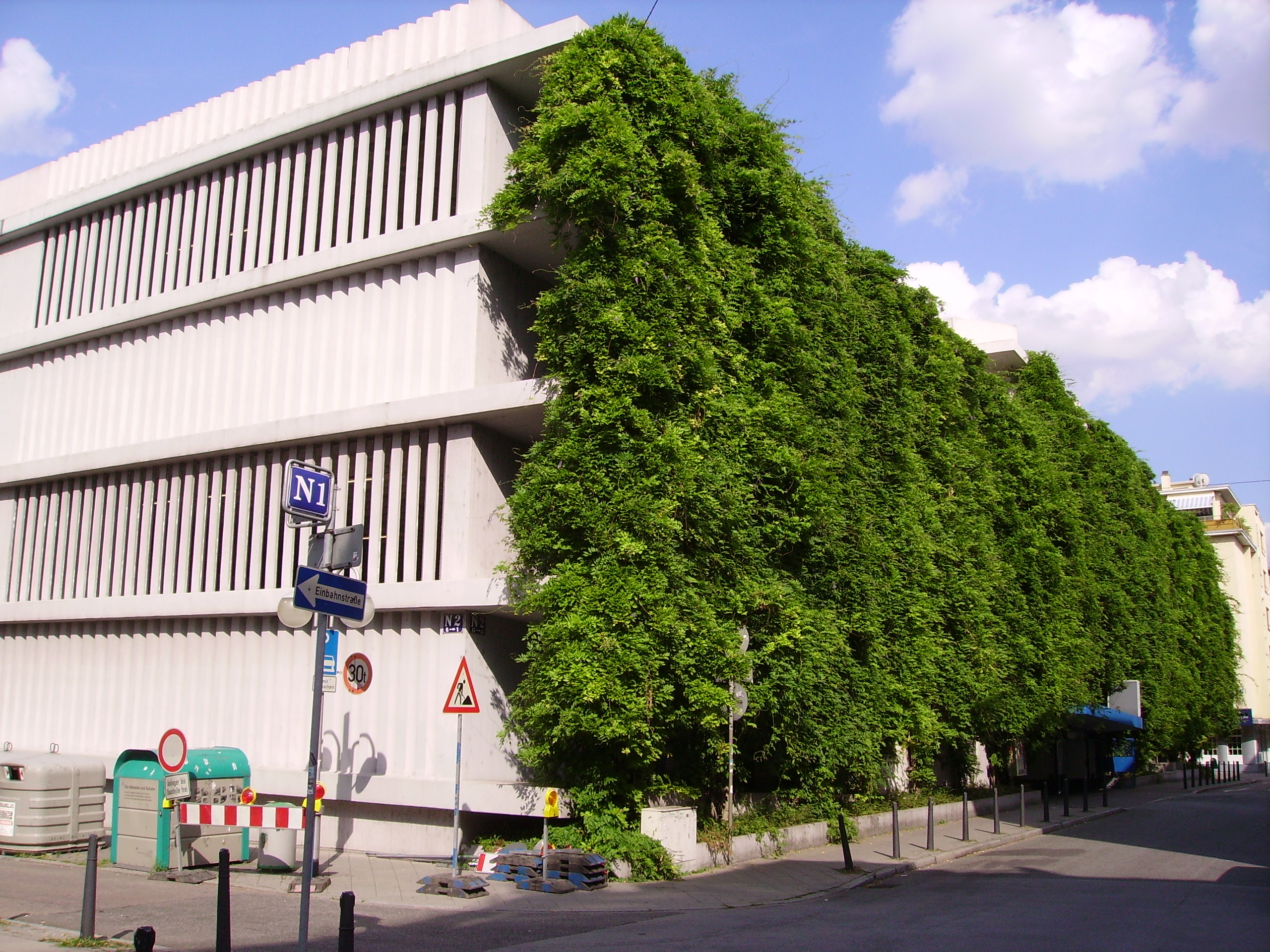
Parkhaus in Mannheim
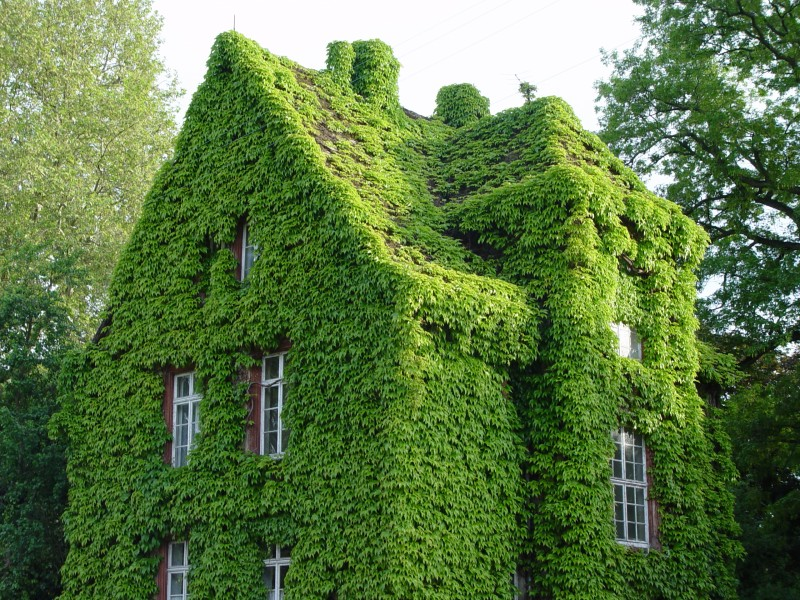
Haus in Gießen
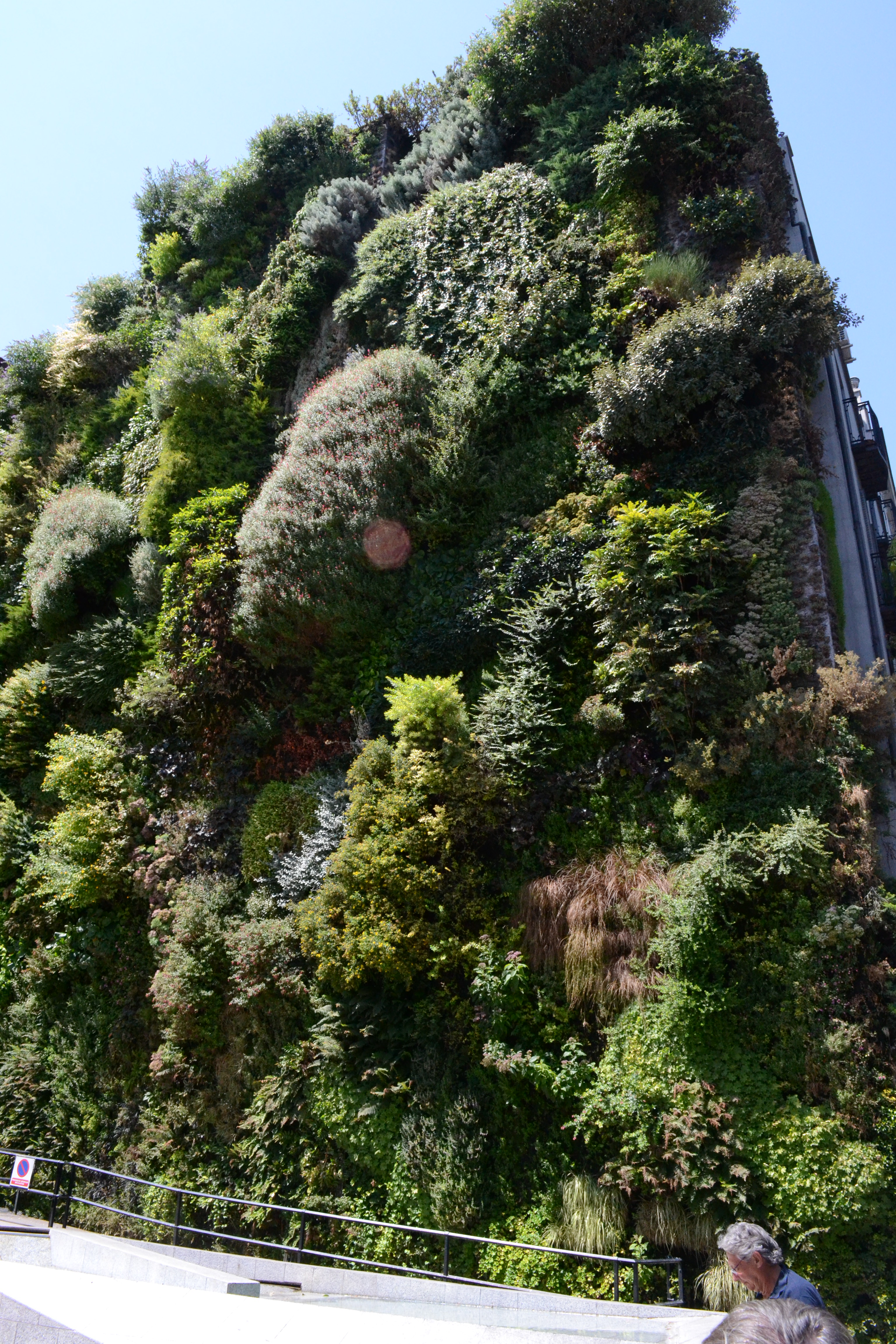
Aufwändig begrünte Mauer
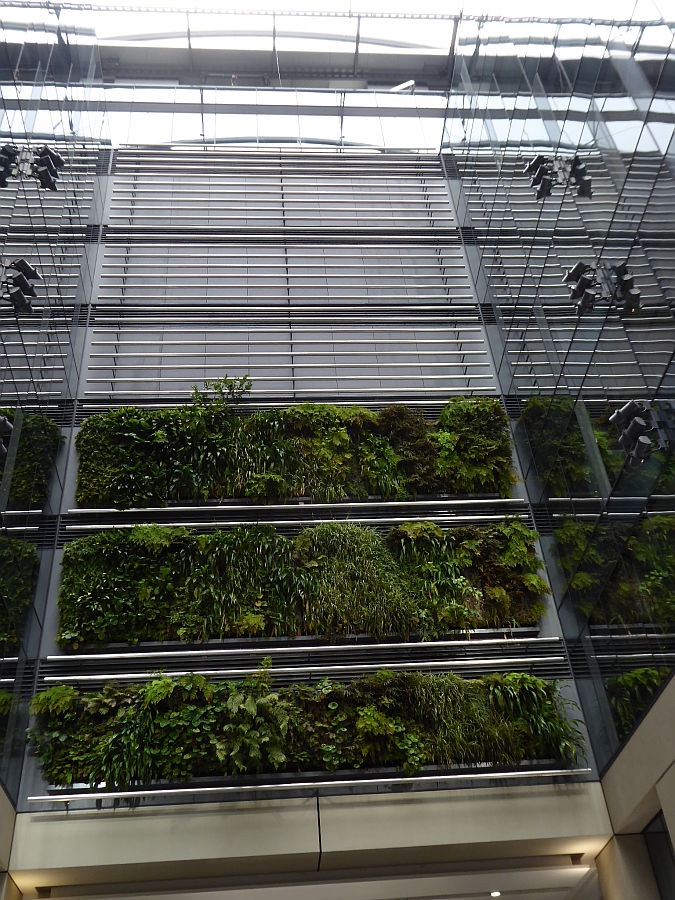
Britomart Transport Centre in Auckland
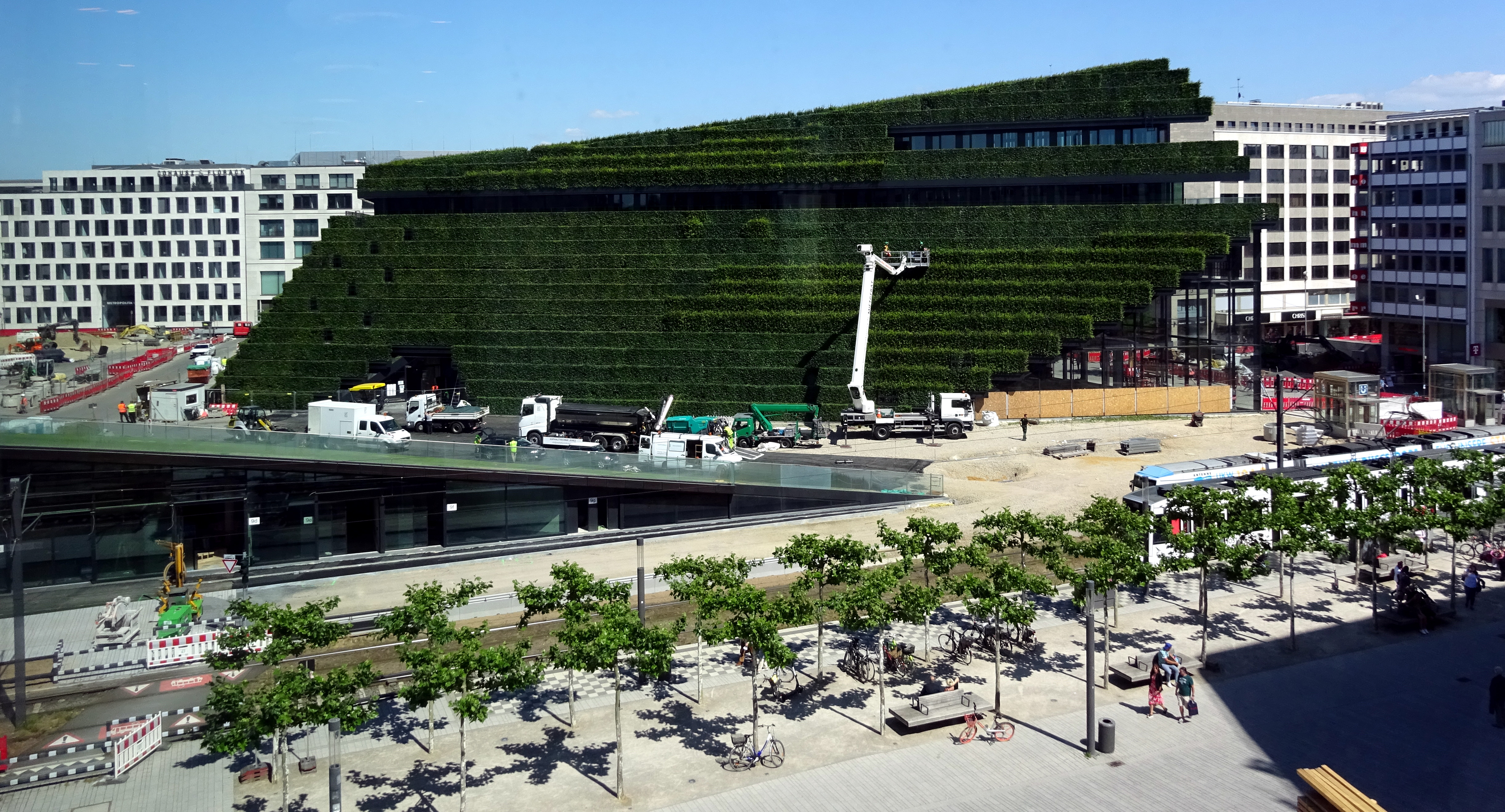
Kö-Bogen II (Düsseldorf)